# 핀레이 커리
윌리엄 핀리 커리(영어: William Finlay Currie, 1878년 1월 20일 ~ 1968년 5월 9일)는 영국의 배우이다. 

## 영화
- 버니 레이크의 실종 (1965년)
- 토마시나의 세가지 삶 (1964년)
- 로마 제국의 멸망 (1964년)
- 장례식을 마치고 (1963년)
- 거짓말쟁이 빌리 (1963년)
- 리사 (1962년)
- 세인트(영어판) (1962년)
- 더 듀퐁트 쇼 오브 더 위크 (1961년)
- 키드내피드 (1960년)
- 허클베리 핀의 모험 (1960년)
- 솔로몬과 시바의 여왕 (1959년)
- 벤허 (1959년) - 발타자르 / 내레이션 역
- 오두막 집 (1957년)
- 성 잔 다르크 (1957년)
- 80일간의 세계일주 (1956년)
- 자라크 (1956년)
- 호걸 브롬멜 (1954년)
- 캥거루 (1952년)
- 스타 앤 스트립 포에버 (1952년)
- 아이반호 (1952년)
- 말 많은 세상 (1951년)
- 쿼바디스 (1951년)
- 흑장미 (1950년)
- 머드락 (1950년)
- 보물섬 (1950년)
- 나의 아들 에드워드 (1949년)
- 트리에스테 야간열차 (1948년)
- 내가 가는 곳은 어디인가 (1945년)
- 북위 49도선 (1941년)
- 엣지 오브 더 월드 (1937년)
- 로마행 특급열차 (1932년)